# Баянбай-батыр
Баянба́й-баты́р (ок. 1709—1767) — один из военачальников XVIII века, служивший у Абылай-хана.
Происходит из рода баганалы племени Найман.

## Общие сведения
Баянбай-батыр из рода баганалы племени Найман в качестве военачальника принимал участие в сражениях при Талкы, Куркилдек, Еби, Эмель, Айдынсу и ряде других мест. Пользовался значительным влиянием в Казахском ханстве, принимая активное участие в казахско-джунгарских и казахско-китайских отношениях.

## Образ в литературе
Баянбай-батыр стал прототипом героев произведений таких казахских авторов, как Бухар жырау и Умбетай жырау.